# Nahla Hussain al-Shaly
Nahla Hussain al-Shaly (1971-1972 - Solimania, 2008) fue una activista de los derechos de la mujer en el Kurdistán iraquí. Ostentaba el cargo de líder de la Liga de las Mujeres del Kurdistán, ala feminista del Partido Comunista del Kurdistán.
El 18 de diciembre de 2008 fue disparada y decapitada después de que unos pistoleros entraran en su casa cuando estaba sola. Hussain estaba casada y tenía dos hijos.